# Anders Lindeberg

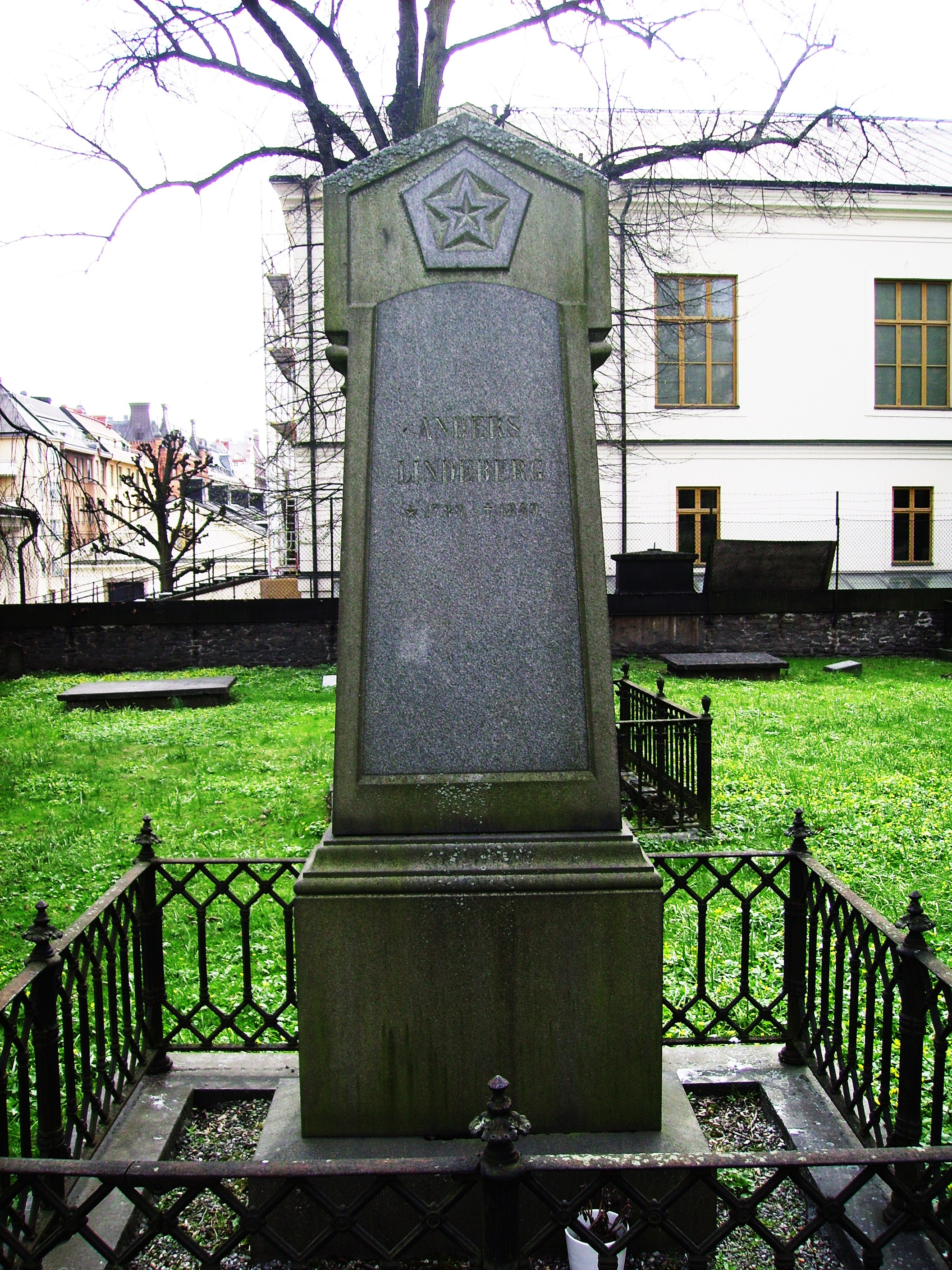
Anders Lindebergs gravvård på Hedvig Eleonora kyrkogård i Stockholm.

Anders Lindeberg, född 8 november 1789 i Stockholm, död 12 december 1849, var en svensk författare, militär, teaterman, journalist, tidningsutgivare och politisk skriftställare samt grundare av en enskild teater i Stockholm. År 1834 gjorde sig Lindeberg skyldig till ett högmålsbrott mot Karl XIV Johan och dömdes till döden. Lindeberg vägrade att begära nåd och myndigheterna som inte ville genomföra domen tvingades att besluta om allmän amnesti för politiska förbrytare.

## Militär karriär
Vid Rysslands anfall på Sverige (med Finland) 1808 tändes hans patriotiska glöd, och han beslöt att delta i hemlandets försvar. Utnämnd till fänrik vid Västmanlands lantvärn, kommenderades Lindeberg på skärgårdsflottan och deltog på kanonsluparna i en mängd sjöstrider (till exempel vid Bockholmssund, vid Grönvikssund)  samt i landstigningen vid Kimito. Efter hemkomsten beordrades han att tjänstgöra vid Gotlands nationalbeväring och deltog 1813–1814 med Skaraborgs regemente i tyska och norska fälttågen.

## Publicistisk karriär
Efter konventionen i Moss (augusti 1814) sändes Lindeberg hem som "övertalig officer" och började söka sin utkomst med pennan. Han hade 1808 fått erkännande för ett par till Svenska Akademien insända poetiska arbeten. Han kastade sig också in i de politiska fejderna, bland annat med två politiska broschyrer med anledning av Napoleon I:s återkomst från Elba (1815), av vilka den ena indrogs utan att åtalas. Han gjorde även inlägg i polemiken mot Karl August Grevesmöhlen, som tillhört kronprins Karl XIV Johans hemliga "litterära stab", och åtalades av den angripne.
Lindeberg fick 1816 anställning som medarbetare i den av kungliga bibliotekarien Per Adam Wallmarks utgivna Allmänna journalen. Samtidigt författade Lindeberg en broschyr, Några tankar om en svensk tronföljares uppfostran, som boktryckaren visade för hovkanslern för att försäkra sig mot vådliga följder. Hovkanslern förhörde sig hos kronprinsen, som erbjöd Lindeberg skälig ersättning om han avstod från utgivningen. Lindeberg fogade sig i hans önskningar, mottog den erbjudna ersättningen och fick därutöver en pension på 400 riksdaler banco. Han blev en ackvisition för den nämnda "litterära staben", ur vilken den publika skandalen fördrivit Grevesmöhlen.
Lindeberg kunde våren 1821 inköpa den från Johan Henric Kellgrens tid fortgående Stockholmsposten, i vilken Karl Johan lät införa artiklar som intresserade honom, merendels översättningar ur franska blad. I den begynnande striden om den inre politiken deltog Stockholmsposten under 1820-talets första år nästan inte alls. Det var först striderna med Kungliga teatern om uppförande av hans pjäser samt Lindebergs därav väckta håg för att grunda en egen teater i Stockholm som förde honom till den politiska oppositionens led.

## Författarskap och dramatisk karriär
Lindeberg hade 1818 fått löjtnants fullmakt och 1821 avsked ur krigstjänsten med kaptens namn, heder och värdighet. Han försökte sig nu som skald i den akademiska skolans smak och tillhörde de mera bemärkta Leopoldska epigonerna. Lindeberg erhöll 1819 Svenska Akademiens stora pris för poemet Mina drömmar, 1820 andra priset för en estetisk avhandling, Några idéer om förståndets och fantasiens förhållande till varandra i skaldekonsten, och 1827 samma pris för poemet Lifvet. Hans femaktstragedi Blanka gavs med ringa framgång på Kungliga teatern 1822. Han översatte åtskilligt för operan (Vestalen av de Jouy, 1822, Friskytten av Kind, 1823, Titus av Metastasio samma år, alla uppförda 1823, Jessonda av Gehe, 1826, uppförd samma år) samt utgav flera översättningar och originalarbeten. Hans treaktsdrama Toni (efter Heinrich von Kleists novell "Die Verlobung in St. Domingo") gavs på Kungliga teatern 1832.
Men då hade han redan förlorat sin pension, sedan han samma år inte bara till justitieombudsmannen ingivit utan även i Stockholmsposten tryckt en klagoskrift, i vilken han påpekade de olagliga motiv som föranledde regeringen att avslå hans ansökan om att i Stockholm få anlägga en enskild teater. Han såg häri upprätthållandet av ett olagligt monopol till förmån för Kungliga teatern. Denna regeringshandling skärpte hans blick för regeringssättet i allmänhet. Han införde i sin tidning en överblick av Sveriges utveckling ifrån 1809 och tryckte också artikelserien i bokform (Sverige år 1809 och 1832, tredje upplagan och i norsk översättning 1832–1833) samt fortsatte den med en blick på framtiden (Sverige i framtiden, 1833).
Ett kvickt men hånande anonymt utfall mot hans teaterförfattarskap, "Flugsmällan" (1833), av Bernhard von Beskow föranledde Lindeberg att väcka åtal för ärekränkning. Som den åtalade skriftens författare framstod sufflören vid Kungliga teatern, eftersom Beskow inte själv ville klä skott för sin skrift. I processen, som väckte stort uppseende, växlades rätt ampra skrifter.

## Åtal för majestätsbrott
Förnyat avslag på ansökan om tillstånd att upprätta en teater i Stockholm föranledde en ny skrift till justitieombudsmannen, av Lindeberg ingiven i mars 1834. Han yrkade på att justitieombudsmannen skulle undersöka om det fanns lagar enligt vilka Lindeberg kunde förmenas att i huvudstaden upprätta en teater. I så fall uppmanade Lindeberg honom att vidta åtgärder för att avskaffa dem, eftersom de inte överensstämde med grundlagen.
Under sin framställning av "konungens" åtgärder att "sig till vinning" upprätthålla ett olagligt teatermonopol och till förmån för den Kungliga teatern beskatta övriga teaterföretag tillät sig Lindeberg starka yttranden, vilka, enligt hans åsikt, gällde dem "hvilkas råd och underskrift allena gjort konungens vilja till lagligt gällande handling". Detta föranledde ett åtal för majestätsbrott. För att inte behöva riskera en jurys utslag riktades åtalet inte mot den tryckta upplagan av skriften till justitieombudsmannen utan mot den skrivna handlingen, som justitiekanslern infordrade från justitieombudsmansexpeditionen. Lindeberg stämdes inför Svea hovrätt den 11 april 1834 och häktades genast. När den anklagade, eskorterad av vakt, fördes från häktet i stadshuset till hovrätten, var Stockholms gator fulla av skådelystna, och många blottade sina huvuden som bevis på sin sympati för Lindebergs sak.
Hela landet följde rättegången med stor uppmärksamhet, ty åklagaren yrkade halshuggning, det enda straff som då kunde yrkas vid åtal för majestätsbrott. Domen lydde också på halshuggning. Lindeberg hade i en inlaga från fängelset försäkrat vid sin heder att "om rättegången afgöres till mitt fall, så skall mitt hufvud falla, ty nåd skall jag hvarken begära eller mottaga. Jag har visserligen hos E. M. begärt tillåtelse att anlägga en teater för att på den uppföra skådespel, men med min person och min heder skall intet skådespel drivas, och lag och domarmakt ej genom mig förvandlas till en fars."
Då domen avkunnades den 19 juni yttrade Lindeberg endast: "Jag beklagar den kungl. hofrätten". Detta ådrog honom den tillrättavisningen av presidenten, att han "här talat slut och på detta rum icke hade något mer att säga". När Högsta domstolen den 10 september fastställt dödsdomen vägrade Lindeberg att motta den tillagda benådningen av livsstraffet till tre års fängelse på fästning. I skrivelse till överståthållarämbetet anhöll han att "med det snaraste få veta dagen, då man skall taga mitt hufvud, som, fallet för bilan, skall, det vet jag, bli gagneligare för fäderneslandet än sittande på mina skuldror".
Hans önskan att bli avrättad på sin födelsedag, den 8 november, bifölls och själasörjare sändes att bereda honom till döden. Under tiden var han allmänhetens gunstling, och hans utsända subskriptionsanmälan på Samlade arbeten (1835) vann storartad framgång. Att avrätta Lindeberg hade aldrig varit regeringens avsikt, och hans ståndaktighet förorsakade den stort bryderi. Karl Johan utfärdade, till åminnelse av sin första landstigning på Sveriges jord 24 år tidigare, den 20 oktober en allmän amnesti för alla dem som sedan 1810 blivit dömda för politiska brott eller högmålsbrott. "I följd härav har kapten Lindeberg i dag på förmiddagen fått sig friheten förkunnad", hette det. Lindeberg vägrade dock att ta emot benådningen, och man måste tvinga ut honom från förvaringen på Vaxholms fästning och låsa dörren inifrån.

## Fortsatt teaterverksamhet
Lindeberg avstod emellertid lika litet från sina teaterplaner som från sitt oppositionella skriftställeri. Bland alstren märks i främsta rummet Bidrag till Sveriges historia efter den 5 nov. 1810 (två band, 1839). Som medarbetare i Aftonbladet var Lindeberg därjämte verksam till 1842. Efter nya avslag på ansökningar om tillstånd att öppna teater i Stockholm följde Lindeberg slutligen, 1842, det av Olof Ulrik Torsslow givna exemplet att utan tillstånd öppna en teater, och då lades inga hinder.
(Riksrättsåtal för tillstyrkande av avslag på Lindebergs 1835 ingivna, först 1837 föredragna ansökan, hade anbefallts av 1840 års konstitutionsutskott men hade lika litet som övriga anklagelser föranlett någon fällande dom.)
Vid det högtidliga öppnandet av Nya teatern den l november 1842 var själva Kungliga teaterns direktör närvarande, och Lindeberg hade nu uppnått sitt efterlängtade mål. Emellertid räckte inte de konstnärliga och ekonomiska resurser han förfogade över till att hålla företaget uppe. Personalen var, enligt Orvar Odd, till stor del sammanskrapad "från Gud vet allt var, från Norr- och Södermalm, från Småland, Halland, Härjedalen och Roslagen, från skoflickarverkstäder och barberarstugor, från butiker och vindskupor". Redan 1844 nödgades Lindeberg avträda sin egendom åt borgenärerna, som först hyrde ut och sedan (1846) sålde teatern. Denna fortsatte under ledning av Torsslow och Edvard Stjernström, med namnet Mindre teatern till 1863, då den inköptes av Kungliga teatern. Den kallades därefter Dramatiska teatern. År 1911 revs teatern, som under ett par år stått obegagnad.
Efter sin skilsmässa från teatern tillhörde Lindeberg från december 1845 till april 1846 redaktionen av tidningen Dagen och visade sig nu starkt oppositionell mot Oscar I (Två år av konung Oscars regering, 1846, omtryck och fortsättning, av artiklar i Dagen). Han återgick 1847 till Aftonbladet. Hans vittra produktion tog de senare åren form av romaner (Junker Carl, 1847, Halfbrodern, 1848, Den oskärade helgedomen, 1849), och hans penna var verksam på många håll, nästan ända till hans dödsdag.
Han var gift med sångerskan Christina Enbom 1825–1830 och far till Andrietta Lindeberg.
Hans gravvård återfinns på Hedvig Eleonora kyrkogård i Stockholm.